# Bataille de Mélantias
Guerres byzantino-hunniques
La bataille de Mélantias, parfois appelée aussi bataille de Mélanthius de manière erronée, est un affrontement survenu en 559 entre l'armée byzantine commandée par le général Bélisaire et les Huns koutrigoures du Khan Zabergan. Malgré son infériorité numérique, l'armée byzantine remporte la victoire et force les Huns à se replier, sauvant ainsi Constantinople.
Il s'agit de la dernière bataille menée par Bélisaire à la tête d'une armée.

## Contexte
En 559, les Huns koutrigoures du Khan Zabergan traversent le Danube, en profitant que l'eau soit gelée. Ils envahissent la Macédoine puis la Thrace, et menacent Constantinople. Affolé, l'empereur Justinien décide alors de rappeler le général Bélisaire de sa retraite.
Bélisaire lève alors une petite armée en hâte, composée de 300 vétérans et de milices locales afin de tenter de détourner les Huns des murs de Constantinople.

## Bataille
Bélisaire décide d'aller à la rencontre du chef hun et installe son campement à quelques kilomètres de celui de son adversaire, à Mélantias, un marécage à environ 30 km de Constantinople.
Voulant prendre les Byzantins par surprise, Zabergan sort de son camp en emmenant avec lui 2 000 cavaliers, mais il est à son tour surpris par Bélisaire qui lui tend une embuscade.
Selon l'historien byzantin Agathias, Bélisaire a alors recours à un stratagème pour faire croire à son adversaire qu'une importante troupe se présente. Il demande à des paysans locaux de s'éparpiller dans la forêt, de frapper les arbres et de traîner à terre des branchages pour effrayer les chevaux des cavaliers huns.
Alors que les Huns arrivent dans la zone boisée qui sépare les deux camps, Bélisaire passe à l'attaque :
 « Les cavaliers romains se démasquèrent et chargèrent à la fois sur les deux flancs en brandissant leurs armes et poussant ensemble de grands cris auxquels répondirent les paysans qui se mirent à frapper les arbres, à secouer et traîner des rameaux, comme il leur avait été ordonné... Ce fut un tumulte effroyable, un pêle-mêle de chevaux qui se cabraient, de cavaliers renversés sous leurs montures, de masses se pressant se culbutant les unes sur les autres ».  
Décontenancés, beaucoup de cavaliers Huns sont tués. Le reste fuit le champ de bataille. Zabergan perd 400 hommes mais peut s'échapper avec le reste de sa troupe et rejoindre son campement.

## Conséquences
Après leur défaite, les Huns koutrigoures et leurs alliés slaves se replient. Zabergan abandonne l'idée d'attaquer Constantinople.
Par la suite, les Huns continuent pendant un temps de piller la Thrace avant de retraverser le Danube et retourner sur leurs terres en Bulgarie.